# Герен (Риген)
Герен (њем. Göhren) општина је у њемачкој савезној држави Мекленбург-Западна Померанија. Једно је од 42 општинска средишта округа Риген. Према процјени из 2010. у општини је живјело 1.285 становника. Посједује регионалну шифру (AGS) 13061014.

## Географски и демографски подаци
Герен се налази у савезној држави Мекленбург-Западна Померанија у округу Риген. Општина се налази на надморској висини од 0 метара. Површина општине износи 7,4 km². У самом мјесту је, према процјени из 2010. године, живјело 1.285 становника. Просјечна густина становништва износи 174 становника/km².